# Macroglossum stigma
Macroglossum stigma là một loài bướm đêm thuộc họ Sphingidae, chi Macroglossum.